# Lamoha hystrix
Lamoha hystrix is een krabbensoort uit de familie van de Homolidae. De wetenschappelijke naam van de soort is voor het eerst geldig gepubliceerd in 1998 door Ng.